# Aldenrath

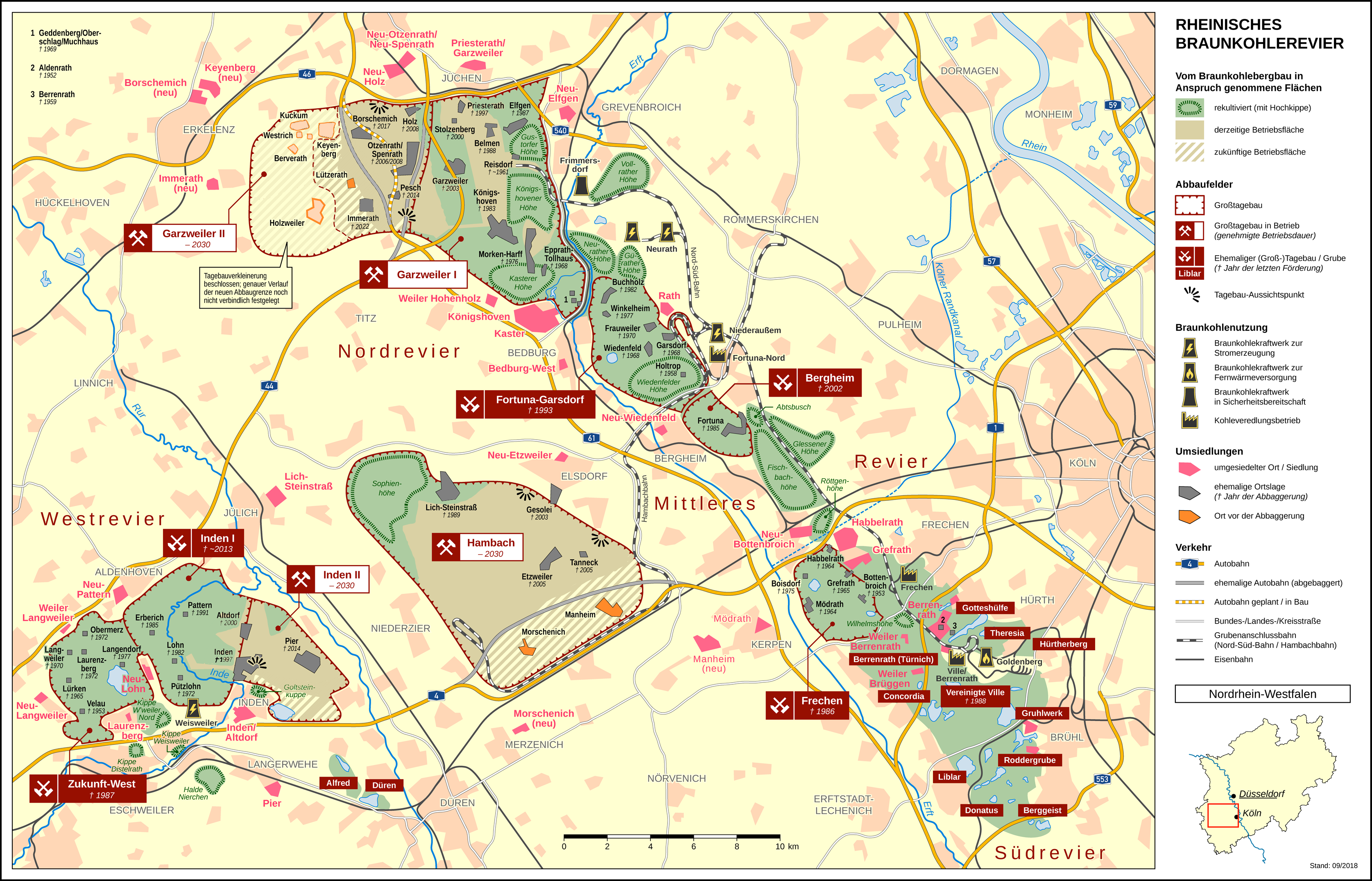
Lage des ehemaligen Ortes Aldenrath im Rheinischen Braunkohlerevier

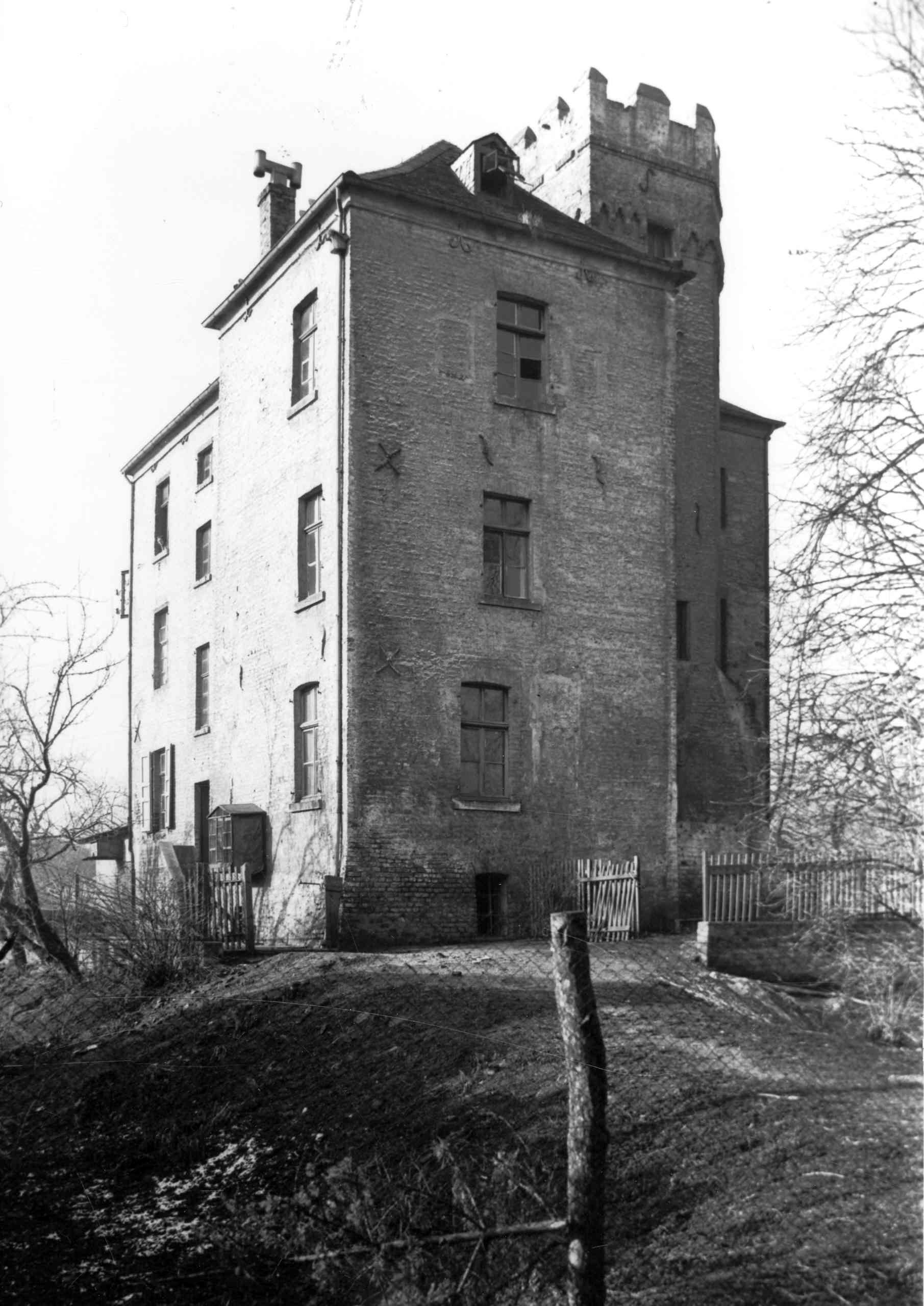
Burg Aldenrath

Aldenrath waren ein Weiler und eine Burg auf dem Gebiet der heutigen Stadt Hürth, die durch den Braunkohleabbau zerstört wurden. Sie gehörten kirchlich und politisch zum Ortsteil Gleuel.

## Geschichte

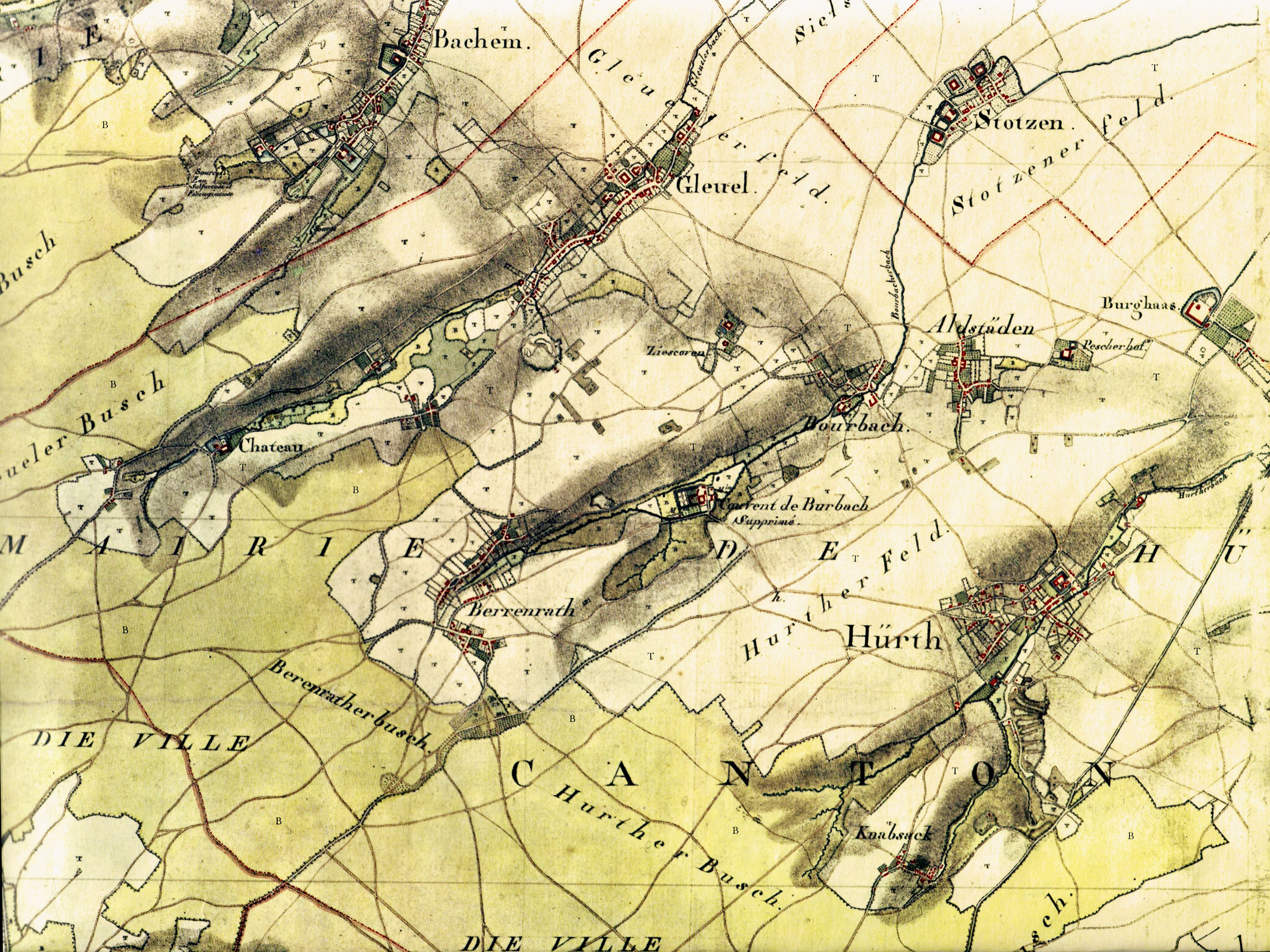
Burg Aldenrath (Chateau) und Weiler nahe Burg Schallmauer 1808

Aldenrath, auch wie das zugehörige Rittergeschlecht in alten Quellen als Aldenrode bezeichnet, ist vermutlich in der zweiten Fränkischen Rodeperiode besiedelt worden. Überreste einer römischen Wasserleitung, die die Quellen der Sieben Sprünge des Gleueler Baches erfasste, und andere Funde aus der Römerzeit, wie die Gräberfunde aus dem 3. Jahrhundert, in der Nähe weisen auf eine Besiedelung des Gebietes bereits zur Zeit des Römischen Reiches hin. In der nachfolgenden fränkischen Zeit wurden die römischen Landgüter zu Krongütern der Frankenkönige. Es ist möglich, dass auch die Burghöfe um Aldenrath solch alte Wurzeln haben.
Eine Urkunde aus dem Jahre 898, mit der Herzog Zwentibold, König von Lothringen dem Stift Essen neben Besitzungen in Kierdorf und anderen Ländereien auch Besitztümer in Gleuel und Sielsdorf schenkte, ist die älteste Urkunde für den Bereich Hürth. Diese Güter gelangten um 1150 an die Margaretenkapelle in Köln, wodurch das Domstift Eigentümer wurde. Diese Fronhöfe wurden im 13. Jahrhundert neu aufgeteilt, wodurch die Burghöfe Aldenrath, Bell, Horbell und Schallmauer Eigentum der Kölner Dompropstei wurden. Spätestens jetzt gehört Aldenrath urkundlich belegt zum Kreis der Güter, die 898 in kirchlichen Besitz kamen.
Aldenrath, auf der Karte von 1808 circa 500 Meter südöstlich der noch existierenden Burg Schallmauer gelegen, wurde seit den 1930er Jahren durch den Braunkohleabbau bedrängt und schließlich abgerissen. Vor dem  Verkauf der Ländereien und Gebäude an die Roddergrube AG bestand der Weiler aus 12 Häusern mit 73 Einwohnern. Zu Aldenrath gehörte bis zu ihrem Abriss 1936 eine abseits der Höfe, etwas talaufwärts gelegene Burg, sowie deren Wirtschaftsgebäude.
An seine Stelle wurde 1952/53 Berrenrath (Neu-Berrenrath) umgesiedelt, welches ebenfalls dem Braunkohleabbau weichen musste. Das alte Berrenrath lag im Gebiet des heutigen Otto-Maigler-Sees.

## Burg Aldenrath
Der Rittersitz Aldenrath war ein Lehen des Kölner Dompropstes.
Das Rittergeschlecht von Aldenrode wurde ab 1296 mehrfach urkundlich erwähnt (erste Erwähnung 1295; mit Ritter Andreas de Aldenrode). 1325 übernahm Gottfried von Aldenrode einige Ländereien aus Stotzheim, die zum Gut Aldenrath hinzugezogen wurden. 1521 ging es durch Heirat mit der Erbin von Aldenrath (Katharina) an Heinrich Wolff (genannt Metternich) zu Frielsheim über. Da die Ehe kinderlos blieb, ging das Gut an den Sohn Katharinas aus erster Ehe, Adam von Wolff-Metternich, über.
1558 wurde das Burghaus von Adam von Wolff-Metternich als Backsteinbau mit Wassergraben neu gebaut und vergrößert. Es befand sich auf einer Hügellage, die wahrscheinlich ursprünglich eine frühmittelalterliche Motte war. Er heiratete Elisabeth von Boenen und kaufte 1573 einen Hof zu Ursfeld mit 24 Morgen Land hinzu. Die gemeinsame Tochter heiratete Freiherr von Flans und teilte das Gut mit ihrem Schwager, wobei sie die Burg erhielt.
Ihr Sohn Johann Adam von Flans erhielt die Burg 1626 und heiratete die Erbin zu Overbach bei Jülich. 1655 wurde durch Heirat Wolter Franz Graf von Geul, Freiherr von Hoensbroech neuer Eigentümer der Burg.
Dessen Sohn Philipp Wilhelm Konrad von Hoensbroech wurde 1672 neuer Eigentümer der Burg, verkaufte diese aber 1683 an Johann von Draensdorf von der Kölner Rathsherrenfamilie von Draensdorf, von der sie 1740 durch Heirat an Cornelius Joseph von Heinsberg überging.

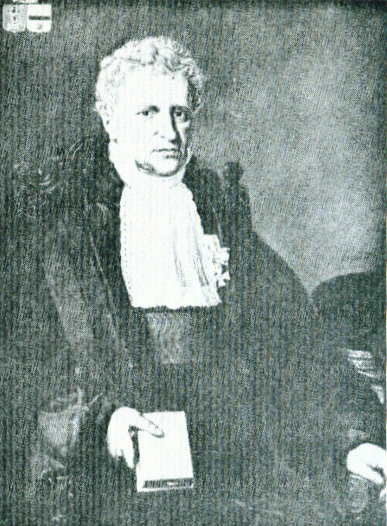
Karl Josef Freiherr von Mylius

1770 wurde der älteste Sohn des Kölner Bürgermeisters Johann Heinrich Arnold von Mylius, Hermann Joseph von Mylius durch Erbschaft und Heirat neuer Eigentümer der Burg. Nach dessen Tod und dem seiner Ehefrau Walburga Elisabeth erbten die Söhne Eugen und Karl Josef das Gut, welches sie bis zum Tode Eugens von Mylius gemeinsam verwalteten. Karl Josef Freiherr von Mylius war unter Napoleon Präfekt des Lippe-Departements und von 1815 bis 1819 der erste Kölner Oberbürgermeister nach französischer Herrschaft. Er ließ im Jahre 1836 die Giebeldächer des Burghauses abbrechen und durch neue ersetzen, da die alten Dächer für die Burgmauern zu schwer waren. Das Helmdach des Turms wurde ebenfalls abgebrochen und durch einen Kleeblattbogenfries mit aufgesetztem Zinnenkranz ersetzt.
Dessen Witwe Walburga von Gehr teilte das Gut unter ihren Kindern auf, wodurch Aldenrath an den Aachener  Ober-Procurator Eberhard von Mylius gelangte. Dieser ließ die Hofgebäude neu aufbauen und das Gut durch den Kauf von 50 Morgen gerodetes Waldgebiet vergrößern.
Da Eberhard von Mylius unverheiratet war, gelangte das Gut nach dessen Tod zurück an seine Mutter. Nach deren Tod 1882 gelangte es durch testamentarische Verfügung an ihre drei Töchter.
Letztlich wurde die Burg an die Industrie verkauft, die den Gutshof verpachtete und die Burg selbst zu Wohnzwecken umbauen ließ. 1936 musste sie dem Braunkohleabbau weichen und wurde abgerissen.

### Letztes Erscheinungsbild der Burg

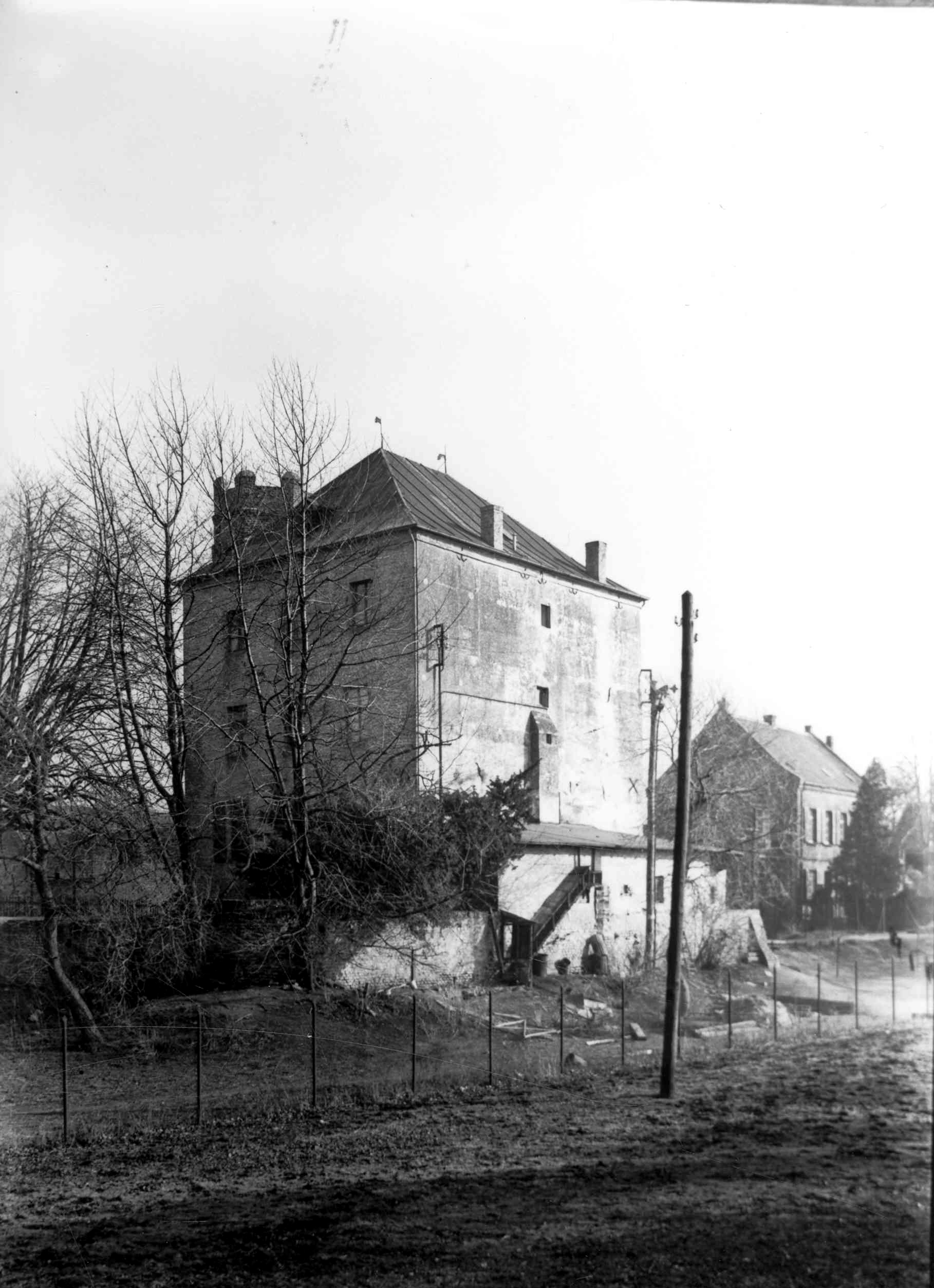
Burg Aldenrath

Zuletzt hatte die Burg das Erscheinungsbild von zwei quadratischen, unterschiedlich großen Burggebäuden, die rechtwinklig zueinander angeordnet waren. In der einspringenden Ecke zwischen beiden Gebäuden befand sich der als Treppenhaus genutzte Turm sowie eine Außentreppe zum Portaleingang.
Beide Gebäude hatten ein Sockelgeschoss, sowie drei weitere Geschosse, der Turm besaß ein weiteres. Die Burg verfügte über große rechteckige Fenster, die jedoch nicht gleichmäßig verteilt waren und am kleineren Burggebäude leicht versetzt standen. An verschiedenen Stellen des größeren Gebäudes war an der dem Graben zugewandten Seite sichtbar, das einzelne Fenster zugemauert worden waren. Man hatte dort einen Aborterker angebaut. Am kleineren Gebäude waren ebenfalls einzelne kleine Fenster zugemauert worden und es verfügte über ein Zeltdach.
Im Winkel der beiden Gebäude befand sich der Treppenturm, der sich vom quadratischen Sockel nach oben hin zu einem Achteck wandelte.
Die Gebäude hatten zudem einen teilweise oberirdischen Keller.
Die im Vorburgbereich und von der Burg vollkommen getrennt liegenden Wirtschaftsgebäude waren „U“förmig angeordnet worden und stammen aus dem 19. Jahrhundert.
Die auf einer Erhöhung liegenden Burggebäude waren von einer Mauer umgeben, die mit Strebepfeilern abgestützt wurde und über abgerundete Eckbastionen verfügte. Sie wurde zusätzlich durch den Burgweiher geschützt.

### Folgen des Burgabbruchs
Durch den Abriss der Burg ist für den Kölner Landkreis die Chance verlorengegangen, eine Untersuchung der frühen Burggeschichte, sowie der Burganlage (Motte) durchzuführen. Durch den fast quadratischen Grundriss liegen zudem Parallelen zu entwicklungsgeschichtlich bedeutenden Burghäusern des Kreises Bergheim nahe. Eine Untersuchung der Burg vor ihrem Abriss wurde aus unbekannten Gründen nicht durchgeführt.
1952 fand man in unmittelbarer Nähe vom Aldenrather Weiler drei, wahrscheinlich sogar vier römische Gräber, bestehend aus einem Sarkophag, zwei Brandbestattungen und einer Bestattung, die jedoch nicht gesichert ist. Weitere, zerstörte Gräber lagen wahrscheinlich in der Nähe der Burganlage.

## Braunkohlefunde und -abbau

### Bergbaukonzession für die Myliusgrube
Auf einem zum Gut Aldenrath gehörenden Acker fand man im Frühjahr 1818 Braunkohle. Der Aldenrather Gutsherr Karl Josef Freiherr von Mylius, der zu diesem Zeitpunkt Oberbürgermeister der Stadt Köln war, stellte bei der preußischen Verwaltung einen Antrag für eine Bergbaukonzession. Am 16. November 1818 war die „Myliusgrube“ die erste rheinische Braunkohlengerechtsame die verliehen wurde. Innerhalb einiger Jahre wurden mehrere hundert Tonnen Braunkohle gefördert und der Betrieb ruhte danach 140 Jahre lang, bevor die Myliusgrube durch die Grube „Gotteshülfe“ endgültig leergekohlt wurde.

### Unmöglichkeit der Konzessionsaufhebung
Die Konzession für die Myliusgrube ist heute noch im Grundbuch der Bergwerke vorhanden. Eine Aufhebung dieser durch Anhörung aller Erben, von denen es schätzungsweise über 300 gibt, ist nicht mehr möglich, da viele ausgewandert oder verschollen sind. Im Bergwerksgrundbuch sei die Gerechtsame der Myliusgrube bis in alle Ewigkeit ein „juristischer fliegender Holländer“.

## Wasserquellen
Die etwa 150 m oberhalb der Aldenrather Burg gelegene Wasserquelle Sieben Quellen, besser bekannt als Sieben Sprünge, gehörte zum Quellgebiet des Gleueler Bachs.
Bei den Abraumarbeiten durch den Bergbau fand man Teile hölzerner Wasserrinnen sowie römischer Wasserleitungen aus Stein. Die teilweise übereinander liegenden Leitungen bildeten eine Drainage, um das Wasser einer Leitung zuzuführen.